# Митний союз

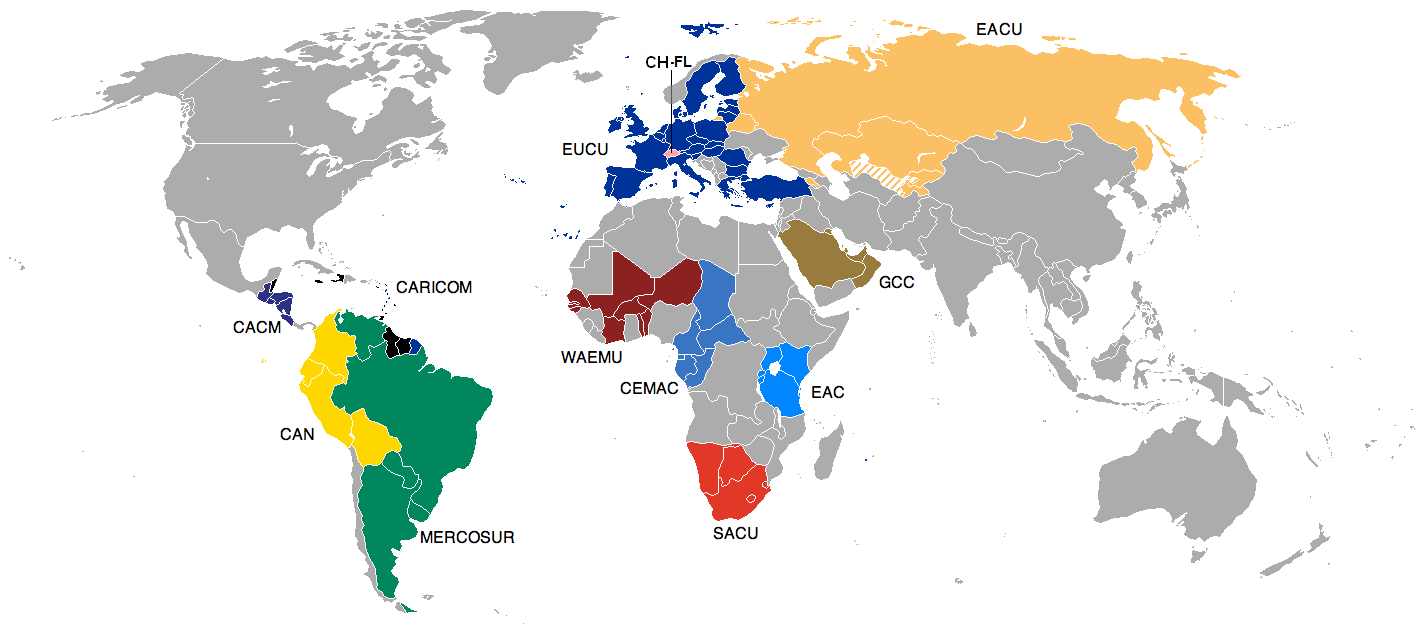
Країни-члени митних союзів та інших торговельних організацій

Ми́тний сою́з — це угода двох або декількох держав, що передбачає усунення внутрішніх тарифів та встановлення спільного зовнішнього тарифу. Таким чином, митний союз передбачає заміну декількох митних територій однією при повній ліквідації митних податків в межах митного союзу і створенні єдиного зовнішнього митного тарифу.
Угоди про створення митного союзу діяли у Бенілюксі (з 1948 р.), в Європейському Союзі (з 1968 p.).
Митний союз перетворюється у спільний ринок з усуненням будь-яких обмежень на переміщення товарів, послуг, а також виробничих факторів – капіталу і робочої сили.
У рамках спільного ринку забезпечується вільний рух не тільки товарів, а й послуг, капіталів та громадян (робочої сили). Такі умови економічних взаємовідносин у цілому характерні для Європейського союзу.
Передумови переходу до спільного ринку створює митний союз, оскільки він ліквідує митні податки між державами-учасницями і розробляє єдину торговельну політику щодо третіх країн. Проте для створення спільного ринку лише цього недостатньо, оскільки потрібно вирішити ще декілька надзвичайно важливих завдань, а саме:
- розробити спільну політику розвитку окремих галузей і секторів економіки (вибір конкретної галузі чи сектора залежить від того, наскільки це важливо для майбутнього закріплення інтеграції. В Європейському Союзі при переході до спільного ринку пріоритетними сферами було визнано сільське господарство та транспорт);
- створити умови для вільного переміщення капіталу, робочої сили, послуг та інформації (що доповнить вільне переміщення товарів);
- сформувати спільні фонди сприяння соціальному та регіональному розвитку.

Ці економічні кроки обумовлюють необхідність проведення гармонізації та уніфікації національних законів, а тим самим потребують формування наднаціональних органів управління і контролю.
Побудова спільного ринку повинна завершитися створенням справді єдиного економічного, правового та інформаційного простору і дати імпульс для переходу до якісно нової сходинки економічної інтеграції — економічного союзу.